# Igreja de São David (Bettws)

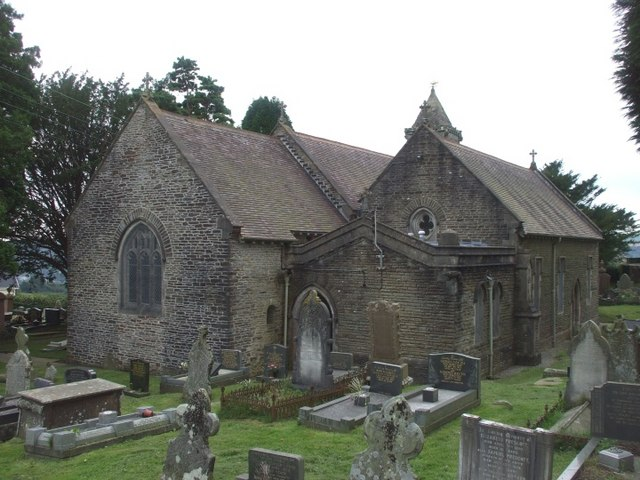
Igreja de São David, Bettws

A Igreja de São David é uma igreja listada como Grau I em Bettws, Bridgend County Borough, no sul do País de Gales. Acredita-se que a igreja data do século XII, embora tenha sido dedicada a São David mais tarde. Há menção da igreja numa carta do bispo de Llandaff, que morreu em 1183. A igreja atual é em grande parte do século XV a XVI. Em 1893, a igreja foi submetida a uma renovação após financiamento de Olive Talbot de Margam. Ela financiou a adição de um corredor no lado norte, construído por G. Halliday. Uma treliça do telhado do edifício original permanece na varanda. A igreja de São David tornou-se um edifício listado de Grau I no dia 30 de julho de 1997.